# زغال‌اخته کره‌ای
زغال‌اخته کره‌ای (نام علمی: Cornus walteri) نام یک گونه از سرده زغال‌اخته است.